# 典型群
在數學中，典型群（classical group）指與歐幾里得空間的對稱性密切相關的四類李群。所謂「古典」的使用取決於當下語境，有一定的靈活性。這個用法可能源於赫爾曼·外爾在1939年發表的專著《古典群：它們的不變量和表式》。在菲利克斯·克萊因的愛爾蘭根綱領觀點下，也許反映了它們和“經典”幾何（classical geometry）的關系。
古典群是最被深入研究的線性李群，多數的古典群在古典物理與近代物理皆有應用。例如， {\displaystyle \operatorname {SO} (3)} 對應到歐幾里得空間的旋轉，是古典物理中許多對稱性的基礎；勞侖茲群 {\displaystyle \operatorname {O} (1,3)} 描述了狹義相對論中時空的對稱性。其他還有特殊么正群 {\displaystyle \operatorname {SU} (3)} 在量子色動力學、以及扭對稱群 {\displaystyle \operatorname {Sp} (m)} 在量子力學中皆有廣泛應用。
有時在緊群的限制下討論古典群，這樣容易處理它們的表示論和代數拓撲。但是這把一般線性群排除在外，當前都認為一般線性群是最古典的群。
和典型李群相對的是例外李群，具有一樣的抽象性質，但不屬於同一類。

## 和双线性形式的关系
典型李群共同的特点是它们都与某个特定的双线性或半双线性形式的等距同构群密切联系。这四类用邓肯图标记（ {\displaystyle n\geq 1} ），可以描述为：
- {\displaystyle A_{n}=\operatorname {SU} (n)} ，特殊么正群，行列式为 {\displaystyle 1} 的 {\displaystyle n\times n} 么正矩阵。
- {\displaystyle B_{n}=\operatorname {SO} (2n+1)} ，特殊正交群， {\displaystyle 2n+1\times 2n+1} 行列式为 {\displaystyle 1} 的实正交矩阵。
- {\displaystyle C_{n}=\operatorname {Sp} (n)} ，辛群，保持 Hn 上的通常内积的 {\displaystyle n\times n} 四元数矩阵。
- {\displaystyle D_{n}=\operatorname {SO} (2n)} ，特殊正交群， {\displaystyle 2n\times 2n} 行列式为 {\displaystyle 1} 的实正交矩阵。

为了某些特定的目的，去掉行列式为 {\displaystyle 1} 的条件考虑酉群和（不连通）正交群也是自然的。表中所列即为所谓连通紧实形式群；在复数域中有相应的类比，以及多种非紧形式，例如，和紧正交群一起可考虑不定正交群。这些群相应的李代数称为「典型李代数」。

## 一般域或环上的典型群
在代数中，通常會考虑任意環 {\displaystyle R} 上的典型群，给出特别值得关注的矩阵群。当矩阵群的系数环是实数或复数域时，这些群就是上述的典型李群。
当系数环是有限域时，典型群是李型群。这些群在有限单群的分类中扮演着重要的角色。在群論中，许多线性群有一个「特殊的」子群，常常由行列式为 {\displaystyle 1} 的元素组成，大部分有一个伴随的「投影」群，它们是除掉該群中心的商群。
“一般”一词在群的名称前面通常表示这个群可以用常数乘以某个形式，而不是保持不变。下标 {\displaystyle n} 经常表示群作用的模之维数。特别注意：这种记法和 Dynkin 图中的 {\displaystyle n}（为秩）可能冲突。

### 一般与特殊线性群
一般线性群 {\displaystyle \operatorname {GL} _{n}(R)} 是某个模的自同构群。有子群特殊线性群 {\displaystyle \operatorname {SL} _{n}(R)} ，以及商群射影一般线性群 {\displaystyle \operatorname {PGL} _{n}(R)} 和射影特殊线性群 {\displaystyle \operatorname {PSL} _{n}(R)} 。当 {\displaystyle n\geq 2} 的時候，{\displaystyle R} 上的射影特殊线性群 {\displaystyle \operatorname {PSL} _{n}(R)} 为单群。

### 酉群
酉群 Un(R) 是保持某个模的半双线性形式的群。有子群特殊酉群 SUn(R)，以及他们的商群射影酉群 PUn(R) = Un(R)/Z(Un(R)) 与射影特殊酉群 PSUn(R) = SUn(R)/Z(SUn(R))。

### 辛群
辛群 Sp2n(R) 保持一个模的斜对称形式。它有一个商群射影辛群 PSp2n(R)。将模的斜对称形式乘以一个可逆纯量的所有自同构组成一般辛群 GSp2n(R) 。除了 n=1 且域的阶数为 2 或 3 这两个例外，域 R 上射影辛群 PSp2n(R) 是单群。

### 正交群
正交群 On(R) 保持一个模的非退化二次型。有子群特殊正交群 SOn(R)，以及商群射影正交群 POn(R) 与射影特殊正交群。在特征为 2 时，行列式总是 1，故特殊正交群常定义为 Dickson 不变量为 1 的元素。 
有一个没有名字的群，经常记为 Ωn(R)，由所有 Spinor 模为 1 的正交群中元素组成。相应的子群和商群为 SΩn(R)，PΩn(R)，PSΩn(R)（对实数域上正定二次型，群  Ω 就是正交群，但一般要比正交群小）。Ωn(R) 也有一个二重覆盖群，称为 Spin 群 Spinn(R)。一般正交群由在二次型上的作用为乘以一个可逆纯量的自同构组成。